# アンバーシャダイ
アンバーシャダイ（1977年3月10日 - 2007年1月29日）は、日本中央競馬会に所属していた競走馬・種牡馬。1981年の有馬記念、1983年の天皇賞（春）を優勝し、1983年度優駿賞特別賞を受賞。総獲得賞金4億6205万4400円は当時歴代第1位の記録である。種牡馬としても宝塚記念優勝馬メジロライアンらを輩出するなど成功を収めた。馬名はコハクの英語名「amber」＋冠名「シャダイ」。主戦騎手は加藤和宏。
馬齢は2000年以前に使用された旧表記（数え年）とする。

## 生涯

### 誕生・デビュー前
1977年3月10日、北海道勇払郡早来町（現・安平町）の社台ファーム早来（現・ノーザンファーム）で誕生。父は世界的な成功を収めたノーザンダンサーの仔で、現役時代はフランスのG1・フォレ賞を優勝したノーザンテースト。アンバーシャダイはその初年度産駒であり、アンバーシャダイの成功がノーザンテーストの種牡馬としての評価を確立した。母・クリアアンバーは1967年生まれのアメリカ産馬で、社台ファームにキーンランドのセリ市で2万ドルで購入され、1973年に日本に輸入された。
アンバーシャダイと名付けられた鹿毛の仔馬は、出生直後には別の馬主に1500万円という高値で購買されており、本来はその馬主が所有してデビューする予定であった。しかし当歳時に右膝に獣医師が匙を投げるほどの裂傷を負い、競走馬としての将来を危ぶまれたために購買がキャンセルされた。傷の完治を待って善哉の所有馬となったが、怪我から1年近くは調教も施されないまま放牧地で遊ばされていた。1979年、競走年齢の3歳に達し、一旦は栗東の厩舎に入ったが、受け入れ先の調教師が急死。転変の末に善哉と親しい美浦・二本柳俊夫厩舎へ入厩するも、怪我の経験や、見栄えのしない馬体が嫌われて担当厩務員が決まらなかった。最終的に太田英二が志願して担当者となったが、入厩当初のアンバーシャダイは痩せこけて冬毛が伸びたみすぼらしい状態であり、その第一印象は「まるでドブから出てきた馬」というものであった。

### 競走馬時代

#### 4-5歳（1980-1981年）
デビューは4歳になった1980年1月5日の新馬戦と遅れ、二本柳厩舎の主戦騎手である加藤和宏を鞍上に据え、中山のダート1700mを3着。折り返しの芝1600mの新馬戦を勝った。その後は400万下と若草賞（400万下）を11着、12着と大敗し、皐月賞への道を絶たれた。
皐月賞当日の400万下を勝ち、東京での4歳中距離S（800万下）を3着としたので、日本ダービーへの出走権は得たものの、当日は27頭中19番人気であり、オペックホースとモンテプリンスの叩き合いの遥か後方となる9着であった。このダービーが4歳時に唯一出走した重賞となり、秋は菊花賞には出走せずに条件特別のみを走った。
5歳となった1981年は香取特別（1200万下）5着、ブラッドストーンS（1200万下）3着、卯月賞（1200万下）1着とした後、4月のダイヤモンドSにダービー以来となる東信二を鞍上に出走。2度目の重賞挑戦で9頭中7番人気ながら3着と好走すると、その後は加藤に手綱が戻り、6月のみなづき賞（1700万下）をレコードタイムで快勝。休養を経て秋緒戦の初秋S（1200万下）も快勝し、連勝でオープンクラスに昇格。続く毎日王冠は日本レコードで駆けた牝馬・ジュウジアローにクビ差の2着となり、4番人気で第84回天皇賞に挑戦。二本柳厩舎からは本馬とホウヨウボーイの2頭出しとなり、両馬の主戦であった加藤はホウヨウボーイを選択し、アンバーシャダイには初コンビとなる郷原洋行が鞍上に据えられた。この天皇賞はホウヨウボーイとモンテプリンスの歴史的な叩き合いになり、ホウヨウボーイがハナの差で勝利。アンバーシャダイは2頭との力の差があり4着に沈んだ。
その後は鞍上に加藤が戻り、通算21戦目となる目黒記念・秋で1番人気に応えて重賞初制覇。続いて出走した有馬記念では、アンバーシャダイはホウヨウボーイ、モンテプリンスに次ぐ3番人気であったとはいえ、ファン投票は12位であった。
レースはモンテプリンスが先行し、ホウヨウボーイがやや後方、アンバーシャダイはこの2頭を前後ろに見ながら中団に位置した。直線を迎えてホウヨウボーイが早めに抜け出すと、アンバーシャダイはラチ沿いを駆けていたモンテプリンスの横を出し抜く様に一気に伸び、ホウヨウボーイに2馬身半の差を付けて快勝。人馬共に八大競走初制覇を果たした。戦前、「ホウヨウボーイが横綱ならアンバーシャダイは関脇か小結」と語っていた二本柳は表彰式で複雑な表情を浮かべ、後に「ホウヨウボーイに花道を飾らせてやりたかったが、そうは行かなかった」と語った。馬主の善哉は「いよいよノーザンテーストの時代だ」と予感するような喜びの表情を浮かべたが、東は後に2着狙いのレースをしたと明かしており、「交わした瞬間は『ウワァ、どうしよう勝っちゃった』って感じ」「ホウヨウボーイに悪かった」と回想している。

#### 6-7歳（1982-1983年）
6歳となった1982年春は緒戦のアメリカジョッキークラブカップを勝利したもの、アルゼンチン共和国杯を前年の菊花賞馬ミナガワマンナの2着、初めて西下した天皇賞（春）は本格化した「無冠の帝王」モンテプリンスを直線急追したものの、レコード優勝から1馬身余の2着と敗れた。夏にはアメリカのアーリントンミリオンへの遠征が計画されていたが、競走後に脚部不安を生じたことにより、秋まで千歳の牧場で休養に入った。復帰後は毎日王冠をキョウエイプロミスの4着、天皇賞（秋）をメジロティターンの5着を経て、連覇を目指して挑んだ有馬記念では最後の直線で先頭に立ったが、ほぼ最後方の位置から追い込んだヒカリデユールにゴール寸前で交わされ、クビ差の2着に終わった。
7歳となった1983年は前年と同じAJCCから始動し、ミナガワマンナを下して幸先の良いスタートを切る。次走のアルゼンチン共和国杯でミナガワマンナ、ホリスキーの菊花賞馬2頭と叩き合いを演じ、ハナの差でミナガワマンナに先着を許した。
迎えた天皇賞（春）では15頭立ての1番人気に支持された。スタートで出遅れたものの、慌てることなく道中は中団の後ろに付け、ミナガワマンナを見るようにレースを進めた。第3コーナーから早めにスパートをかけ、直線で先頭に立ったものの、先行馬に取り付いていたホリスキーが抜け出し一旦は先頭になった。けれどもアンバーシャダイは諦めず、残り200mを過ぎたところから巻き返して再び先頭に躍り出て激しい競り合いとなり、結局ホリスキーに半馬身差を付けて4度目の挑戦で待望の天皇賞制覇を果たし、獲得賞金は史上初の4億円突破となった。
その後は宝塚記念のファン投票において第1位に選出されたが、左前脚に繋靱帯炎を発症して休養に入る。秋まで放牧され、10月の天皇賞（秋）で復帰。自身5度目の天皇賞参戦で史上初の春秋制覇を目指したが、キョウエイプロミスの3着に終わった。。続くジャパンカップは最後の直線で伸び切れず、アイルランドの牝馬・スタネーラの6着に敗れた。
有馬記念ではミナガワマンナ、ホリスキー、キョウエイプロミスが故障で出走せず、当年シンザン以来19年ぶりの三冠馬となったミスターシービーも出走を回避した影響で1番人気に支持された。好位で競馬を進めたが、先行するリードホーユーを捕らえることができず、後方から来たテュデナムキングにも差されて3着に敗れた。このレースを最後に引退したが、この3位入線で獲得賞金が4億6205万4400円となり、これは当時の歴代1位であった。
同年の優駿賞最優秀古馬はキョウエイプロミスに譲ったものの、特別賞として表彰され、1984年1月15日には中山でメジロティターンと合同での引退式が行われた。

### 引退後
引退後は総額3億6600万円のシンジケートが組まれ、静内町（現・新ひだか町）のアロースタッドで種牡馬として供用されることになった。当時既に人気種牡馬となっていたノーザンテーストの血を受けていたアンバーシャダイは、ノーザンテーストを付けたくても種付け料が高くて手が出ない生産者に高い人気を得た。初年度産駒からレインボーアンバーが弥生賞に勝つと、1990年にはメジロライアンがダービーにおいて1番人気に支持され、1991年には宝塚記念を制した。
その後も毎年のように重賞勝ち馬を輩出して最終的には15頭を数えた。これには父・ノーザンテーストの血や、競走馬としては典型的な長距離馬であったものの、1600m戦で3戦無敗であるように短距離のスピードにも非凡な所があった。父と同様に様々なタイプの産駒を輩出し、トウショウボーイ、マルゼンスキー、ニホンピロウイナー、サクラユタカオーらと共に内国産種牡馬の中心を担った。1992年には、GI競走で3度の2着となったカミノクレッセなどの活躍により、内国産種牡馬で最上位となる総合ランキング4位（中央競馬では3位）という成績を残した。また「内国産種牡馬は後継種牡馬が育たない」とされる中で、メジロライアンが後継として優れた成績を残し、1996年にはメジロドーベルが阪神3歳牝馬ステークスを制覇、父子三代でのGI級競走制覇を果たしている。2002年に種牡馬を引退し、アロースタッドで功労馬として余生を送った。
2007年1月29日、放牧中に右肩を骨折。獣医師の診察を受けたが手の施しようがなく、安楽死の措置が執られた。享年31歳。

## 競走成績
| 年月日 | 年月日 | 年月日 | 開催場 | 競走名            | 頭数 | 人気 | 着順 | 距離（状態）  | タイム  | 着差    | 騎手     | 斤量 | 勝ち馬/（2着馬）     |
| 1980   | 1.     | 5      | 中山   | 新馬              | 17   | 3    | 03着 | ダ1700m（不） | 1:49.5  | 0.6秒   | 加藤和宏 | 54   | オンワードタキ       |
|        | 1.     | 20     | 中山   | 新馬              | 11   | 1    | 01着 | 芝1600m（良） | 1:40.4  | 4身     | 加藤和宏 | 54   | （カミノエンゼル）   |
|        | 3.     | 1      | 中山   | 400万下           | 15   | 5    | 12着 | ダ1800m（不） | 1:56.8  | 2.1秒   | 加藤和宏 | 54   | アサクラジェット     |
|        | 3.     | 22     | 中山   | 若草賞            | 18   | 6    | 11着 | 芝2000m（不） | 2:13.3  | 1.4秒   | 加藤和宏 | 54   | ジェットワン         |
|        | 4.     | 13     | 中山   | 400万下           | 12   | 9    | 01着 | 芝1600m（不） | 1:41.2  | 5身     | 加藤和宏 | 54   | (アロージョイフル)   |
|        | 4.     | 29     | 東京   | 4歳中距離S        | 9    | 4    | 03着 | 芝2000m（稍） | 2:02.9  | 1.0秒   | 加藤和宏 | 54   | テイオージャ         |
|        | 5.     | 25     | 東京   | 東京優駿          | 27   | 19   | 09着 | 芝2400m（良） | 2:29.4  | 1.6秒   | 東信二   | 57   | オペックホース       |
|        | 10.    | 19     | 東京   | 府中特別          | 13   | 6    | 03着 | 芝1800m（重） | 1:50.7  | 0.3秒   | 加藤和宏 | 55   | ニッポーダンサー     |
|        | 11.    | 2      | 東京   | 800万下           | 9    | 2    | 04着 | 芝2000m（良） | 2:02.5  | 0.3秒   | 加藤和宏 | 55   | マークリフブキ       |
|        | 11.    | 23     | 東京   | 初冬特別          | 13   | 2    | 06着 | 芝1800m（重） | 1:55.2  | 0.7秒   | 加藤和宏 | 56   | ビゼンコクリュウ     |
|        | 12.    | 6      | 中山   | 清澄特別          | 18   | 2    | 02着 | 芝2000m（重） | 2:02.6  | 0.1秒   | 加藤和宏 | 55   | ピュアーシンボリ     |
|        | 12.    | 21     | 中山   | 冬至特別          | 22   | 1    | 01着 | 芝2200m（良） | 2:16.8  | 1 1/4身 | 加藤和宏 | 56   | （ビゼンオウリュウ） |
| 1981   | 2.     | 22     | 中山   | 香取特別          | 7    | 5    | 05着 | 芝2200m（稍） | 2:16.3  | 0.5秒   | 加藤和宏 | 55   | トウショウイレブン   |
|        | 3.     | 14     | 中山   | ブラッドストーンS | 7    | 1    | 03着 | 芝3200m（重） | 3:26.8  | 0.5秒   | 加藤和宏 | 55   | ボストンメリー       |
|        | 4.     | 5      | 中山   | 卯月賞            | 9    | 1    | 01着 | 芝2500m（重） | 2:36.8  | 3 1/2身 | 加藤和宏 | 56   | （キャンデーライト） |
|        | 4.     | 19     | 東京   | ダイヤモンドS     | 9    | 7    | 03着 | 芝3200m（良） | 3:25.9  | 0.3秒   | 東信二   | 54   | ピュアーシンボリ     |
|        | 6.     | 6      | 東京   | みなづき特別      | 11   | 1    | 01着 | 芝2300m（良） | R2.20.6 | 5身     | 加藤和宏 | 56   | （オカムサシ）       |
|        | 9.     | 12     | 中山   | 初秋S             | 14   | 2    | 01着 | 芝1600m（不） | 1:36.2  | 3/4身   | 加藤和宏 | 57   | （シュンシゲ）       |
|        | 10.    | 4      | 東京   | 毎日王冠          | 16   | 8    | 02着 | 芝2000m（良） | 1:59.5  | 0.1秒   | 加藤和宏 | 57   | ジュウジアロー       |
|        | 10.    | 25     | 東京   | 天皇賞（秋）      | 16   | 4    | 04着 | 芝3200m（良） | 3:19.9  | 1.0秒   | 郷原洋行 | 58   | ホウヨウボーイ       |
|        | 11.    | 15     | 東京   | 目黒記念（秋）    | 14   | 1    | 01着 | 芝2500m（良） | 2:34.3  | 1 1/4身 | 加藤和宏 | 57.5 | （スパートリドン）   |
|        | 12.    | 20     | 中山   | 有馬記念          | 16   | 3    | 01着 | 芝2500m（良） | 2:35.5  | 2 1/2身 | 東信二   | 57   | （ホウヨウボーイ）   |
| 1982   | 1.     | 24     | 中山   | アメリカJCC       | 14   | 1    | 01着 | 芝2500m（良） | 2:34.3  | 1 1/4身 | 加藤和宏 | 58   | (サーペンプリンス)   |
|        | 4.     | 4      | 中山   | ア共和国杯        | 13   | 1    | 02着 | 芝2500m（重） | 2:35.8  | 0.4秒   | 加藤和宏 | 57   | ミナガワマンナ       |
|        | 4.     | 29     | 京都   | 天皇賞（春）      | 16   | 3    | 02着 | 芝3200m（重） | 3:19.4  | 0.2秒   | 加藤和宏 | 58   | モンテプリンス       |
|        | 10.    | 10     | 東京   | 毎日王冠          | 12   | 2    | 04着 | 芝2000m（稍） | 2:01.5  | 0.5秒   | 加藤和宏 | 59   | キョウエイプロミス   |
|        | 10.    | 31     | 東京   | 天皇賞（秋）      | 14   | 2    | 05着 | 芝3200m（良） | 3:18.6  | 0.7秒   | 加藤和宏 | 58   | メジロティターン     |
|        | 12.    | 26     | 中山   | 有馬記念          | 15   | 1    | 02着 | 芝2500m（重） | 2:36.7  | 0.1秒   | 加藤和宏 | 56   | ヒカリデュール       |
| 1983   | 1.     | 23     | 中山   | アメリカJCC       | 14   | 1    | 01着 | 芝2500m（良） | 2:35.4  | クビ    | 加藤和宏 | 59   | （ミナガワマンナ）   |
|        | 4.     | 3      | 中山   | ア共和国杯        | 12   | 1    | 02着 | 芝2500m（稍） | 2.36.7  | 0.0秒   | 加藤和宏 | 60   | ミナガワマンナ       |
|        | 4.     | 29     | 京都   | 天皇賞（春）      | 15   | 1    | 01着 | 芝3200m（稍） | 3:22.3  | 1/2身   | 加藤和宏 | 58   | （ホリスキー）       |
|        | 10.    | 30     | 東京   | 天皇賞（秋）      | 12   | 3    | 03着 | 芝3200m（良） | 3:23.3  | 0.6秒   | 加藤和宏 | 58   | キョウエイプロミス   |
|        | 11.    | 27     | 東京   | ジャパンカップ    | 16   | 9    | 06着 | 芝2400m（良） | 2:36.8  | 0.6秒   | 加藤和宏 | 57   | スタネーラ           |
|        | 12.    | 25     | 中山   | 有馬記念          | 16   | 1    | 03着 | 芝2500m（良） | 2:34.2  | 0.2秒   | 加藤和宏 | 56   | リードホーユー       |

- タイム欄のRはレコード勝ちを示す。
- 競走名中「S」はステークスの略称。太字は八大競走または国際招待競走。

## 種牡馬成績

### グレード制重賞優勝馬
※括弧内太字はGI競走
- 1985年産
  - ミスターヤマノ（1990年小倉大賞典）
- 1986年産
  - レインボーアンバー（1989年弥生賞）
- 1987年産
  - メジロライアン（1991年宝塚記念、1990年弥生賞、京都新聞杯、1992年日経賞）
  - カミノクレッセ（1992年日経新春杯、1991年ブリーダーズゴールドカップ）
  - ゴールデンアワー（1994年新潟大賞典）
- 1989年産
  - ホクセイアンバー（1994年小倉記念）
  - エアジョーダン（1992年共同通信杯4歳ステークス）
- 1990年産
  - アンバーライオン（1993年シンザン記念）
- 1991年産
  - オンワードノーブル（1994年フラワーカップ）
- 1992年産
  - ベストタイアップ（1996年・1997年中山金杯、1997年東京新聞杯）
  - ナリタライジン（1996年阪神障害ステークス・春）
- 1994年産
  - ヘッドシップ（2000年カブトヤマ記念）
- 1995年産
  - カネトシガバナー（1998年神戸新聞杯・愛知杯、2001年東京ハイジャンプ、2003年阪神スプリングジャンプ）
  - ホッコーアンバー（2002年京都ジャンプステークス）
- 1997年産
  - マイネルブラウ（2003年小倉大賞典）
- 1998年産
  - カチドキリュウ（2001年クリスタルカップ）
- 1999年産
  - カンファーベスト（2003年朝日チャレンジカップ、2006年関屋記念）
- 2000年産
  - トーセンリリー（2002年エーデルワイス賞）

### 地方重賞優勝馬
- 1987年産
  - レインボーギンザ（1995年高知・建依別賞）
  - ヘイセイイチバン（1990年名古屋・新春ジュニア）
- 1990年産
  - ガンガディーン（1994年報知オールスターカップ、東京記念）
- 1996年産
  - グレイトセンター（1999年上山・すみれ賞）
- 1997年産
  - セントブライト（2001年新潟・若草賞）
- 2000年産
  - マルハチジャルダン（2003年上山・若葉賞、さつき賞）
  - ペガサスホープ（2003年北斗盃）
- 2001年産
  - バックオフゴー（2003年上山・2歳優駿若駒賞）
- 2002年産
  - コウエイベスト（2006年九州記念）

### ブルードメアサイアーとしての産駒
- 1994年産
  - アンブラスモア:父ラシアンボンド（1999年小倉記念）[8]
- 1997年産
  - ミツワトップレディ:父フジキセキ（2002年クイーンステークス）
- 1998年産
  - チアズブライトリー:父サンデーサイレンス（2003年京阪杯、2004年七夕賞）
- 2000年産
  - チアズメッセージ:父サンデーサイレンス（2004年京都牝馬ステークス）
- 2001年産
  - メイショウオスカル:父フジキセキ（2004年フローラステークス、2005年福島牝馬ステークス）
- 2003年産
  - ヤマトマリオン:父オペラハウス（2006年フローラステークス、2008年東海ステークス・クイーン賞、2009年TCK女王盃）[9]
- 2005年産
  - チェレブリタ:父ブラックホーク（2009年京都牝馬ステークス）[10]
- 2007年
  - キョウエイアシュラ:父スウェプトオーヴァーボード（2014年テレ玉杯オーバルスプリント）
- 2012年産
  - ノブワイルド:父ヴァーミリアン（2018年，2019年テレ玉杯オーバルスプリント）[11]

## 血統表
| アンバーシャダイの血統（ノーザンテースト系／Lady Angela4×3=18.75%〈父内〉、Bull Lea4×4=12.50%〈母内〉） | アンバーシャダイの血統（ノーザンテースト系／Lady Angela4×3=18.75%〈父内〉、Bull Lea4×4=12.50%〈母内〉） | アンバーシャダイの血統（ノーザンテースト系／Lady Angela4×3=18.75%〈父内〉、Bull Lea4×4=12.50%〈母内〉） | （血統表の出典） | （血統表の出典） |
| 父 *ノーザンテースト Northern Taste 1971 栗毛 カナダ                                                    | 父の父Northern Dancer 1961 鹿毛 カナダ                                                                  | Nearctic                                                                                                | Nearco           | Nearco           |
| 父 *ノーザンテースト Northern Taste 1971 栗毛 カナダ                                                    | 父の父Northern Dancer 1961 鹿毛 カナダ                                                                  | Nearctic                                                                                                | Lady Angela      |                  |
| 父 *ノーザンテースト Northern Taste 1971 栗毛 カナダ                                                    | 父の父Northern Dancer 1961 鹿毛 カナダ                                                                  | Natalma                                                                                                 | Native Dancer    | Native Dancer    |
| 父 *ノーザンテースト Northern Taste 1971 栗毛 カナダ                                                    | 父の父Northern Dancer 1961 鹿毛 カナダ                                                                  | Natalma                                                                                                 | Almahmoud        |                  |
| 父 *ノーザンテースト Northern Taste 1971 栗毛 カナダ                                                    | 父の母Lady Victoria 1962 黒鹿毛 カナダ                                                                  | Victoria Park                                                                                           | Chop Chop        | Chop Chop        |
| 父 *ノーザンテースト Northern Taste 1971 栗毛 カナダ                                                    | 父の母Lady Victoria 1962 黒鹿毛 カナダ                                                                  | Victoria Park                                                                                           | Victoriana       |                  |
| 父 *ノーザンテースト Northern Taste 1971 栗毛 カナダ                                                    | 父の母Lady Victoria 1962 黒鹿毛 カナダ                                                                  | Lady Angela                                                                                             | Hyperion         | Hyperion         |
| 父 *ノーザンテースト Northern Taste 1971 栗毛 カナダ                                                    | 父の母Lady Victoria 1962 黒鹿毛 カナダ                                                                  | Lady Angela                                                                                             | Sister Sarah     |                  |
| 母 *クリアアンバー Clear Amber 1967 黒鹿毛 アメリカ                                                     | 母の父Ambiopoise 1958 鹿毛 アメリカ                                                                     | Ambiorix                                                                                                | Tourbillon       | Tourbillon       |
| 母 *クリアアンバー Clear Amber 1967 黒鹿毛 アメリカ                                                     | 母の父Ambiopoise 1958 鹿毛 アメリカ                                                                     | Ambiorix                                                                                                | Lavendula        |                  |
| 母 *クリアアンバー Clear Amber 1967 黒鹿毛 アメリカ                                                     | 母の父Ambiopoise 1958 鹿毛 アメリカ                                                                     | Bull Poise                                                                                              | Bull Lea         | Bull Lea         |
| 母 *クリアアンバー Clear Amber 1967 黒鹿毛 アメリカ                                                     | 母の父Ambiopoise 1958 鹿毛 アメリカ                                                                     | Bull Poise                                                                                              | Alpoise          |                  |
| 母 *クリアアンバー Clear Amber 1967 黒鹿毛 アメリカ                                                     | 母の母One Clear Call 1960 鹿毛 アメリカ                                                                 | Gallant Man                                                                                             | Migoli           | Migoli           |
| 母 *クリアアンバー Clear Amber 1967 黒鹿毛 アメリカ                                                     | 母の母One Clear Call 1960 鹿毛 アメリカ                                                                 | Gallant Man                                                                                             | Majdeh           |                  |
| 母 *クリアアンバー Clear Amber 1967 黒鹿毛 アメリカ                                                     | 母の母One Clear Call 1960 鹿毛 アメリカ                                                                 | Europa                                                                                                  | Bull Lea         | Bull Lea         |
| 母 *クリアアンバー Clear Amber 1967 黒鹿毛 アメリカ                                                     | 母の母One Clear Call 1960 鹿毛 アメリカ                                                                 | Europa                                                                                                  | Sicily F-No.4-m  |                  |

### 近親
- 4代母Sicilyは1945年アラバマSなど40戦7勝で、その孫に1972年CCAオークスなど42戦13勝のSummer Guest、さらにその子孫にカワカミプリンセスがいる。
- 全妹ダイナクラシックの子に阪神3歳S勝馬イブキマイカグラ、同じくサクラハゴロモの子にスプリンターズS勝馬サクラバクシンオー、同じくダイナアンバーの孫に京都新聞杯勝馬ファストタテヤマがいる。